# Жованна Педрозо
Жуванна Педрозу (порт. Giovanna Pedroso, 15 жовтня 1998) — бразильська стрибунка у воду.
Учасниця Олімпійських Ігор 2016 року, де в синхронних стрибках з 10-метрової вишки посіла 8-ме (останнє) місце.